# 리 노리스
리 노리스(Lee Norris, 1981년 9월 25일 ~ )는 미국의 배우이다.

## 출연 작품
- 그레이하운드 (2020)
- 나를 찾아줘 (2014)
- 원 트리 힐 9 (2012)
- 블러드 두 사인 마이 네임 (2010)
- 조디악 (2007)
- 원 트리 힐 (2003)
- 도슨의 청춘일기 (1998)
- 머니 헌터 (1997)
- 어 스텝 투워드 투마로우 (1996)
- 홀리와 레이앤 (1996)
- 보이 미츠 월드 (1993)